# Kaštel
Pour les articles homonymes, voir Kaštel (homonymie).
Kaštel (en italien : Castelvenere) est une localité de Croatie située en Istrie, dans la municipalité de Buje, dans le comitat d'Istrie.